# 漆山村 (山形県)
漆山村（うるしやまむら）は山形県東置賜郡にあった村。現在の南陽市中心部の北西一帯、山形鉄道フラワー長井線おりはた駅周辺にあたる。

## 歴史
- 1889年（明治22年）4月1日 - 町村制の施行により、漆山村、羽付村、池黒村の区域をもって発足。
- 1955年（昭和30年）2月1日 - 宮内町・吉野村・金山村と合併し、改めて宮内町が発足。同日漆山村廃止。
- 1967年（昭和42年）4月1日 - 宮内町が赤湯町・和郷村が合併して南陽市が発足。

## 村長
- 多勢亀五郎
- 手塚徳太郎

## 交通

### 鉄道路線
村域を日本国有鉄道長井線（現・山形鉄道フラワー長井線）が通過したが、駅は所在しなかった。現在はおりはた駅が所在。

### 道路
- 小国街道（現・国道113号）